# Dan Connolly
Dan Connolly (né le 9 décembre 1967) a été un des principaux éditeurs de HTML 2.0. Bachelor of Sciences en informatique de l'Université du Texas à Austin en 1990. Il est impliqué dans les systèmes hypertextes et SGML en 1992. Il a été coéditeur avec Tim Berners-Lee du brouillon initial pour HTML à l'Internet Engineering Task Force (IETF). Il a été l'éditeur principal de la spécification HTML 2.0 et fut l'un des créateurs d'un premier validateur HTML. Il commence au W3C en 1994 et encadre le groupe de travail qui produit HTML 3.2 et HTML 4.0. Il a ensuite été le contact du W3C pour le groupe de travail HTML 5. Il a été l'éditeur de GRDDL.